# Салимов, Акил Умурзакович
Акил Умурзакович Салимов (род. 24 декабря 1928, Ташкент, Узбекская ССР, СССР) — советский партийный и государственный деятель, Председатель Президиума Верховного Совета Узбекской ССР (1983—1986).

## Биография
В 1950 году окончил Ташкентский политехнический институт. В 1954 году защитил диссертацию на соискание степени кандидата технических наук, был на преподавательской работе (старший преподаватель, декан, проректор Ташкентского политехнического института). В 1981 году становится доктором технических наук.
С 1957 года член КПСС. С 1965 года на партработе: заместитель заведующего, заведующий Отделом науки ЦК КП Узбекистана, секретарь ЦК КП Узбекистана (1970—1983).
С 20 декабря 1983 по 6 декабря 1986 года — Председатель Президиума Верховного Совета Узбекской ССР, одновременно с 11 апреля 1984 по 29 июня 1987 года — заместитель Председателя Президиума Верховного Совета СССР. Затем — ректор Ташкентского института инженеров ирригации и механизации сельского хозяйства.
Кандидат в члены ЦК КПСС (1986—1988).
Автор свыше 200 научных статей, 7 монографий и учебников в области автомобильного транспорта и машиностроения.
Являлся председателем попечительского совета общественного фонда имени М.Улугбека по поддержке одаренной молодежи Республики Узбекистан.

## Награды и звания
Заслуженный деятель науки и техники Республики Узбекистан.